# Žan (priimek)
Žan je priimek več znanih Slovencev:
- Ivan Žan (1829 - 1920), planinski publicist, pobudnik ustanovitve slovenskega planinskega društva
- Robert Žan (*1967), alpski smučar